# Oxypleurodon stimpsoni
Oxypleurodon stimpsoni is een krabbensoort uit de familie van de Epialtidae. De wetenschappelijke naam van de soort is voor het eerst geldig gepubliceerd in 1886 door Miers.